# 4-я Сибирская стрелковая дивизия
4-я Сибирская стрелковая дивизия — пехотное соединение в составе Русской императорской армии. Входила с состав 2-го Сибирского армейского корпуса Иркутского военного округа. Штаб дивизии — п. Новгородский (Посьет) (1897); с. Спасское, временно - Гирин (1903); Песчанка, близ Читы (1907—1908); Чита (1909—1914).

## Структура
- 1-я бригада (штаб — Чита)
  - 13-й Сибирский стрелковый полк
  - 14-й Сибирский стрелковый полк
- 2-я бригада (штаб — Даурия)
  - 15-й Сибирский стрелковый полк
  - 16-й Сибирский стрелковый полк

## История формирования
Дивизия ведет свою историю от сформированной 12 сентября 1895 года 2-й Восточно-сибирской линейной бригады. 9 мая 1900 года она была переформирована в 4-ю Восточно-сибирскую стрелковую бригаду, в составе 4-х полков двухбатальонного состава. 17 января 1904 года наряду с другими Восточно-сибирскими стрелковыми бригадами была развернута в дивизию и стала 4-й Восточно-сибирской стрелковой дивизией. При этом полки дивизии переформированы в 3-х батальонный состав.

## Участие в боевых действиях
В ходе русско-японской войны дивизия участвовала в обороне Порт-Артура.
В годы Первой мировой  войны дивизия принимала участие, в частности, в Люблин-Холмском сражении 9 — 22 июля 1915 г.

## Командование
(Командующий в дореволюционной терминологии означал временно исполняющего обязанности начальника или командира. Должности начальника дивизии соответствовал чин генерал-лейтенанта, и при назначении на эту должность генерал-майоров они оставались командующими до момента своего производства в генерал-лейтенанты).

### Начальники дивизии
- 15.10.1895 — 17.07.1900 — полковник (с 06.12.1895 генерал-майор) Айгустов, Николай Алексеевич
- 17.07.1900[8]— 19.08.1906 — генерал-майор (с 21.08.1904 генерал-лейтенант) Фок, Александр Викторович
- 19.08.1906 — 12.04.1907 — генерал-лейтенант Алексеев, Константин Михайлович
- 11.05.1907 — 13.12.1907 —  генерал-майор (с 30.07.1907 генерал-лейтенант) Троицкий, Николай Николаевич
- 02.01.1908 — 12.12.1908 — генерал-лейтенант Суликовский, Сигизмунд Феликсович
- 13.12.1908 — 22.04.1915 — генерал-лейтенант Краузе, Николай Фридрихович
- 22.04.1915 — 29.10.1915 — генерал-майор (с 15.08.1915 генерал-лейтенант) Бунин, Алексей Николаевич
- 11.11.1915 — 24.04.1917[9] — командующий генерал-майор Карцов, Евгений Петрович
- 08.05.1917 — 30.09.1917 — командующий генерал-майор Иуон, Николай Николаевич
- 22.10.1917 — хх.хх.хххх — командующий генерал-майор Соколов, Николай Михайлович

### Начальники штаба
- 24.07.1896 — 28.10.1902 — подполковник (с 05.04.1898 полковник) Лисовский, Николай Яковлевич
- 30.12.1902 — 25.05.1903 — подполковник фон Коцебу, Павел Аристович
- 25.05.1903 — 17.12.1903 — полковник Манакин, Михаил Михайлович
- 01.01.1904 — 22.09.1905 — подполковник Дмитревский, Пётр Иванович
- 03.03.1906 — 07.12.1910 — полковник Цихович, Януарий Казимирович
- 29.12.1910 — 09.05.1911 — полковник Ставров, Михаил Митрофанович
- 23.05.1911 — 09.10.1913 — полковник Габаев, Александр Георгиевич
- 19.10.1913 — 16.01.1915 — и. д. полковник Кудрявцев,Николай Алексеевич
- 16.01.1915 — 25.11.1916 — и. д.  полковник Бартошевич, Борис Владимирович
- 25.11.1916 — 22.10.1917 — полковник (с 02.04.1917 генерал-майор) Соколов, Николай Михайлович

### Командиры 1-й бригады
Бригадное звено командования учреждалось в соединении при его развертывании в дивизию.
После начала Первой мировой войны в дивизии была оставлена должность только одного бригадного командира, именовавшегося командиром бригады 4-й Сибирской стрелковой дивизии.
- 25.03.1904 — 16.07.1904 — генерал-майор Андро-де-Бюи-Гинглятт, Виталий Евгеньевич
- 15.10.1905 — 17.04.1907[10] — генерал-майор Савицкий, Владимир Михайлович
- 15.05.1907 — 24.04.1909 — генерал-майор Белькович, Леонид Николаевич
- 20.05.1909 — 08.05.1912 — генерал-майор Махатадзе, Борис Александрович
- 08.05.1912 — 04.04.1915 — генерал-майор Карлстедт, Фердинанд-Александр-Владимир Фердинандович
- 19.04.1915 — 09.01.1917 — генерал-майор Глоба, Александр Васильевич
- 21.01.1917 — хх.хх.хххх — полковник (с 10.06.1917 генерал-майор) Панченко, Сергей Амфианович

### Командиры 2-й бригады
- 22.02.1904 — 15.10.1905 — генерал-майор (с 22.10.1904 генерал-лейтенант) Надеин, Митрофан Александрович
- 09.01.1906 — 19.06.1906 — генерал-майор Данилович, Сергей Александрович
- 23.08.1906 — 27.11.1906 — генерал-майор Редько, Алексей Ефимович
- 15.01.1907 — 21.05.1910 — генерал-майор Болдырев, Николай Ксенофонтович
- 10.08.1910 — 23.07.1912 — генерал-майор Матвеев, Михаил Львович
- 03.08.1912 — 26.10.1912 — генерал-майор Домелунксен, Николай Федорович
- 29.10.1912 — 27.01.1913 — генерал-майор Гордеев, Иван Иванович
- 06.02.1913 — 29.07.1914 — генерал-майор Кольбе, Владимир Никитич

### Командиры 4-й Сибирской стрелковой артиллерийской бригады
Сформирована 15 февраля 1904 г. в Порт-Артуре. До 1 сентября 1910 г. называлась 4-й Восточно-Сибирской стрелковой артиллерийской бригадой.
- 18.02.1904 — 07.03.1906 — полковник (с 22.10.1904 генерал-майор) Ирман, Владимир Александрович
- 09.05.1906 — 11.04.1908 — полковник (с 06.12.1906 генерал-майор) Макшеев, Александр Андреевич
- 11.04.1908 — 01.10.1911 — генерал-майор Зинченко, Роман Михайлович
- 22.10.1911 — 11.12.1915 — генерал-майор (с 27.11.1915 генерал-лейтенант) Мунтянов, Кузьма Евстафьевич
- 28.12.1915 — 21.11.1916 — генерал-майор Лахтионов, Владимир Нилович
- 21.11.1916 — 15.12.1916 — генерал-майор Малыщицкий, Максимилиан Эмилианович
- 15.12.1916 — 09.09.1917 — генерал-майор Маллио, Вильгельм Фридрихович